# Anders Lönn (konstnär)
Anders Lönn, född 13 mars 1947 i Örebro, är en svensk konstnär. Lönn ingick i gruppen som startade Byteatern. Lönn var ägaren till båten M/S Helene, som byggdes om och 1971 blev teatergruppens turnéfordon och första hemmascen, före etableringen av hamnscenen i Kalmar.

## Representation i urval
- Moderna Museet[4]
- Statens konstråd[5]